# ナフサ
ナフサ（英語：naphtha）とは、原油を常圧蒸留装置によって蒸留分離して得られる製品のうち沸点範囲がおおむね30 - 180℃程度の炭化水素混合物である。粗製ガソリン、直留ガソリンなどとも呼ばれる。主に炭素数（分子鎖長）C8からC10の範囲の芳香族炭化水素などからなる。
ナフサのうち沸点範囲が35 - 80℃程度のものを軽質ナフサといい、日本では石油化学工業でのエチレンプラント原料として多く使用される。輸入原油を国内で精製して製造するものと、ナフサとして輸入するものが相半ばする。
沸点範囲が80 - 180℃程度のものを重質ナフサといい、接触改質装置におけるガソリンおよび芳香族炭化水素製造の原料としての使用が中心である。これは重質ナフサが炭素原子を6個以上持つ炭化水素を主成分としているため、接触改質における脱水素環化反応によって芳香族炭化水素を多く生成するからである。オイルライターやキャンプ用ポータブルストーブの燃料（ホワイトガソリン）に用いられる。
また、輸入されるナフサの中には、軽質ナフサと重質ナフサが混じっている（沸点範囲が広い）ものがあり、それらはフルレンジ・ナフサ（full-range naphtha）と呼ばれる。

ナフサを主燃焼材とし増粘剤（Thickener）を混ぜて増粘したのがナパームである。

## 語源
元来は単に原油を意味する言葉で、ギリシャ語νάϕθα naphtha ナプタ、ラテン語naphthaに由来するが、おそらく紀元前18世紀のアッカド語napṭuまで遡ることができる。他にもペルシャ語で「湿っていること」を意味するnaftに由来するという説もある。